# Siedlung Sigmund-Freud-Straße
Die Siedlung Sigmund-Freud-Straße ist eine Frankfurter Wohnsiedlung der Nachkriegszeit und der 1970er Jahre im Stadtteil Eckenheim. Die namensgebende Sigmund-Freud-Straße ist nach dem Psychoanalytiker Sigmund Freud benannt.

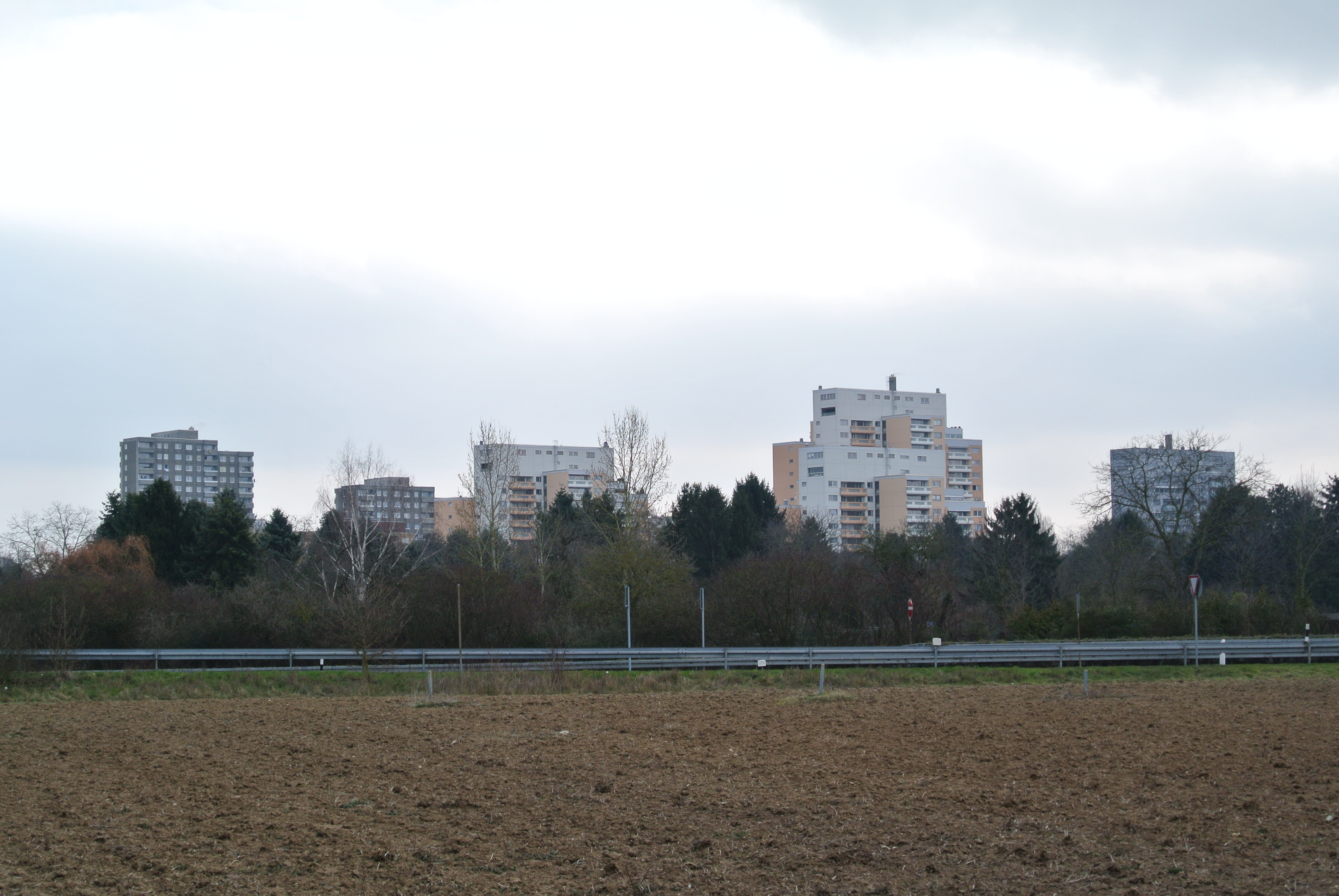
Fernblick von Norden

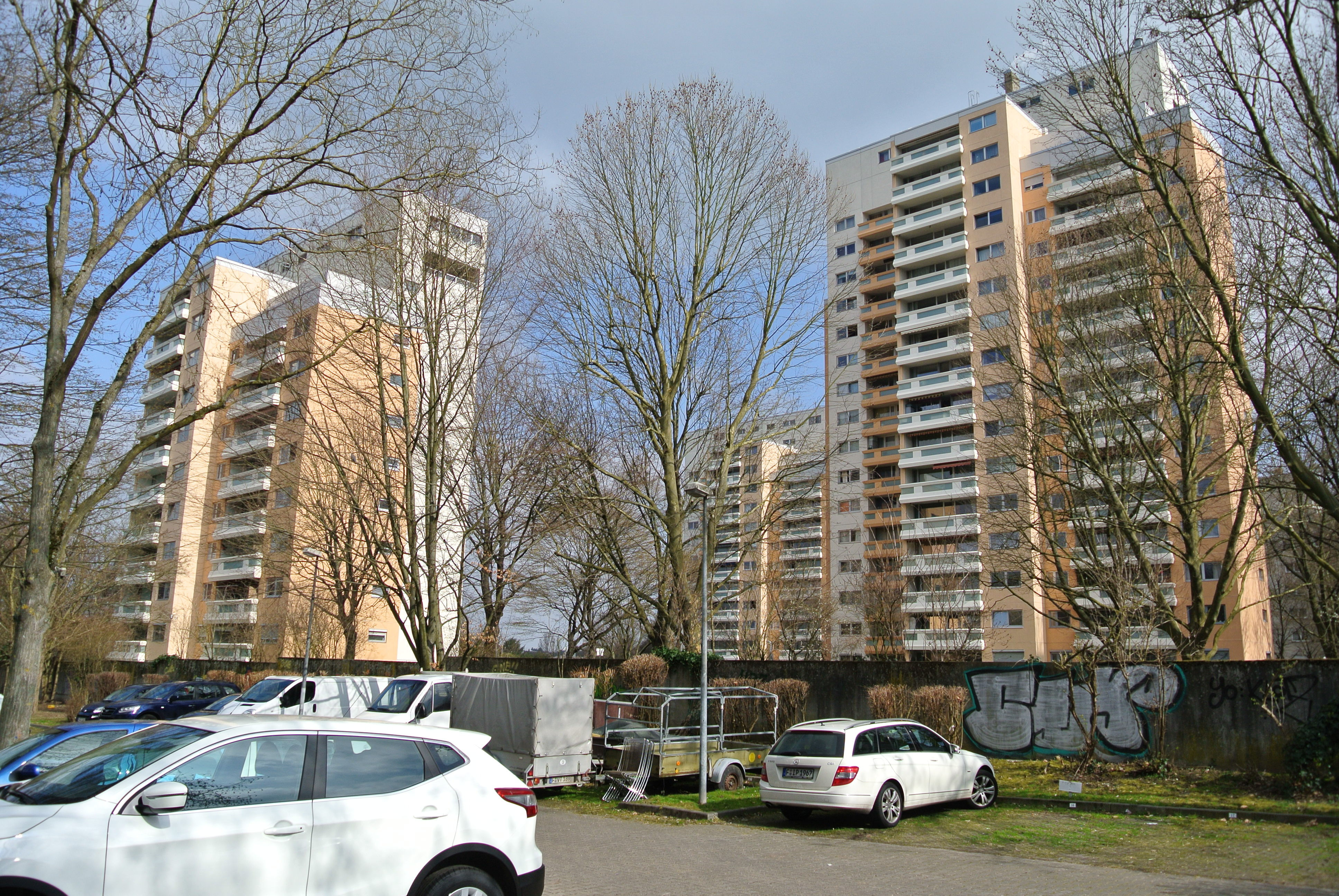
Wohnhochhäuser der 1970er Jahre

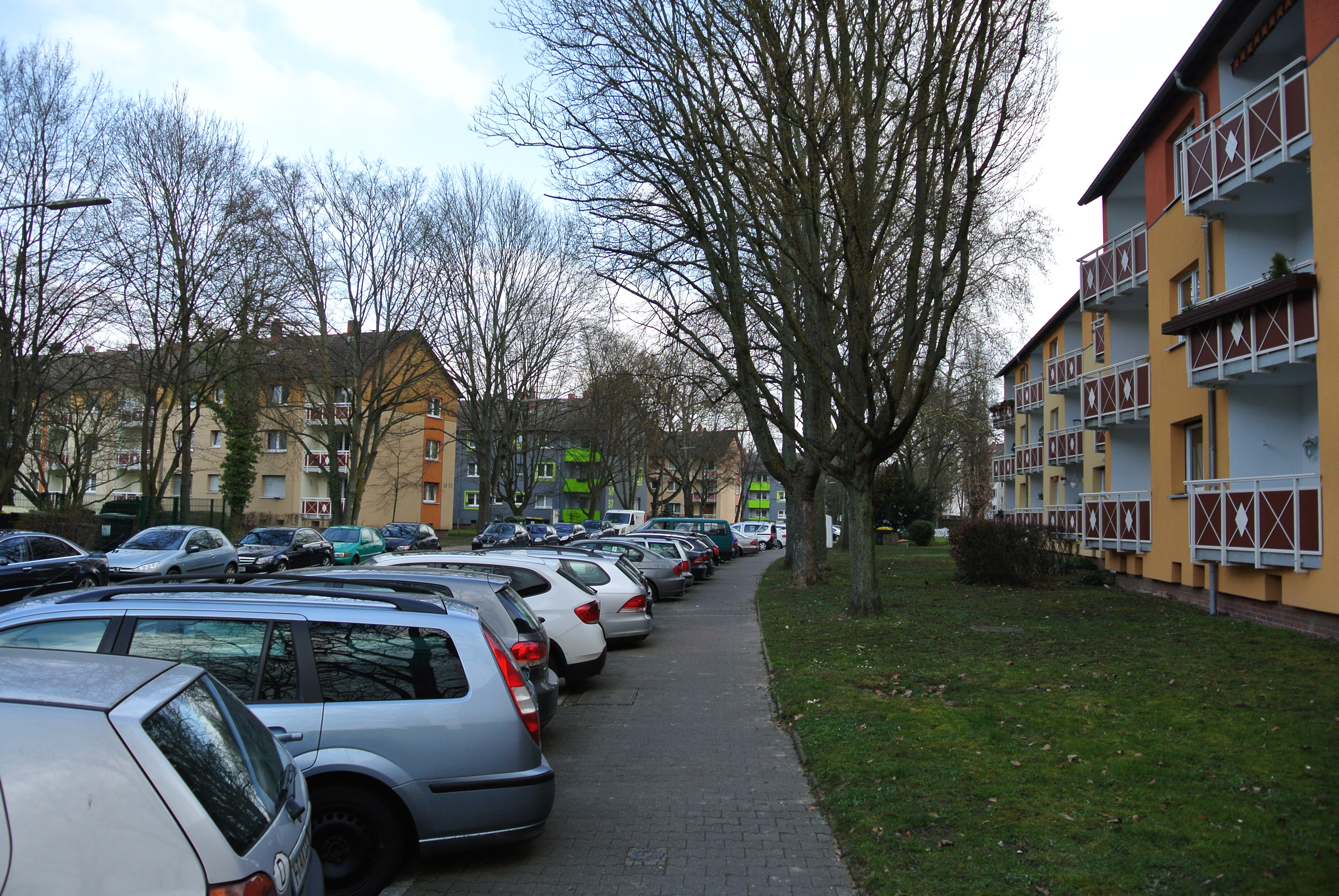
Südlicher Bauabschnitt der 1950er Jahre

## Entstehung
Die Siedlung wurde Ende der 1950er Jahre und Mitte der 1970er Jahre mit Mitteln des Sozialen Wohnungsbaus von der Gemeinnützigen Wohnungs- und Siedlungsgesellschaft, einer Vorgängerin der GWH Wohnungsgesellschaft mbH Hessen und weiteren Wohnungsbaugesellschaften errichtet. Im ersten Bauabschnitt entstanden 485 Wohnungen und in den Wohnhochhäusern der 1970er Jahre etwa 1000 weitere Wohnungen.

## Beschreibung
Die Siedlung Sigmund-Freud-Straße liegt nordwestlich des Eckenheimer Ortskerns beidseits der Sigmund-Freud-Straße, die in einem Viertelkreis um den Ort herumführt. Das Wohngebiet umfasst eine Fläche von rund zwölf Hektar. Begrenzt wird sie im Westen durch die Gebrüder Hommel Anlage sowie Sport- und Tennisplätze, im Norden durch das Niederfeld, einer naturbelassenen Wiesenlandschaft im Landschaftsschutzgebiet Grüngürtel und Grünzüge, im Osten durch die Gießener Straße und den benachbarten Stadtteil Preungesheim, und im Süden schließt die Ortslage von Eckenheim an. 
Im ersten Bauabschnitt, der gut fünf Hektar umfasst, entstanden überwiegend drei- und viergeschossige Bauten mit Satteldach. Sie sind auf der östlichen Straßenseite straßenbegleitend angeordnet. Auf der nordwestlichen Seite zum Ortsrand stehen zehn Zeilenbauten quer zur Straße. Die großzügig begrünten Flächen zwischen den aufgefächerten Wohngebäuden öffnen sich zur Landschaft. Im Süden wird die Bebauung um zweigeschossige Einfamilien-Reihenhäuser ergänzt, die sich in ihrer Maßstäblichkeit der bestehenden kleinteiligen Bebauung des historischen Ortskerns anpassen.
Anfang der 1970er Jahre wurde die Siedlung entlang der Sigmund-Freud-Straße östlich der Steinkleestraße um weitere knapp sieben Hektar erweitert. Das Bebauungskonzept folgte dem damaligen städtebaulichen Leitbild Urbanität durch Dichte. Es wurden zehn Wohnhochhäuser errichtet die bis zu 17 Geschosse hoch sind. Die Deutsche Lloyd Lebensversicherungs AG errichtete 1970 drei Wohnhochhäuser mit zusammen 255 Wohnungen. 1974 wurden zwei Wohnhochhäuser mit 12 und 17 Geschossen mit zusammen 165 Wohnungen von der Nassauischen Heimstätte nach Plänen des Architekten Georg Müller nördlich der Sigmund-Freud-Straße gebaut. Außerdem wurden auf der südlichen Straßenseite zwei Wohnhochhäuser mit Eigentumswohnungen und marmorierten Außenwänden errichtet. Sämtliche Hochhäuser prägen das nördliche Ortsbild von Eckenheim. An der Adolf-Leweke-Straße entstanden zudem etwa zwanzig eingeschossige Atriumhäuser, die als Eigenheime veräußert wurden. 1988 entstanden im südlichen Siedlungsbereich weitere 24 Sozialwohnungen in dreigeschossigen Bauten.

## Erschließung
Die Sigmund-Freud-Straße ist im Westen an die Hügelstraße und im Osten an die Gießener Straße angebunden. Intern ist die Siedlung über mehrere Stichstraßen und die Adolf-Leweke-Straße erschlossen. Zahlreiche Bauten sind über Wohnwege erreichbar. Im ersten Bauabschnitt gibt es bis auf wenige Garagen nur Parkplätze auf den Straßen. Bei der späteren Siedlungserweiterung sind Stellplätze und Tiefgaragen zwischen den Hochhäusern geschaffen worden. Mit der Stadtbahnstation Sigmund-Freud-Straße der Linie 5 besteht Anschluss an den öffentlichen Verkehr.
| Linie | Verlauf | Takt                                                    |
| ----- | --- | ------------------------------------------------------- |
| S5    | Gymnasium Römerhof (geplant) – Schmidtstr. (geplant) – Wohnpark (geplant) – Europagarten (geplant) – Emser Brücke (in Bau) – Güterplatz (in Bau) – Hauptbahnhof – Willy-Brandt-Platz – Dom/Römer – Konstablerwache – Musterschule – Glauburgstraße – Deutsche Nationalbibliothek – Hauptfriedhof – Marbachweg/Sozialzentrum – Gießener Straße – Theobald-Ziegler-Straße – Ronneburgstraße – Sigmund-Freud-Straße – Preungesheim (in Umbau) – August-Schanz-Str. (in Planung) – Berkersheimer Weg (in Planung) – Frankfurter Berg (in Planung) | 7/8 min (werktags) 5 min (HVZ) 10 min (sonn-/feiertags) |

## Infrastruktur
An Infrastruktur gibt es zwei Kindertagesstätten, Läden sowie Grün- und Sportflächen. Die Kita Eckenheimer Erdhügel an der Ecke Sigmund-Freud-Straße und Adolf-Leweke-Straße wurde 1994 nach Plänen des Architekten Toyo Ito errichtet. 2015 wurde die evangelische Krabbelstube Nazarethstern an der Niederbornstraße fertiggestellt. Von der Büdinger Straße im Süden führt der Grünzug Heinrich-Wilhelm-Römer-Anlage in die Siedlung. 

## Verweise

### Einzelnachweis
1. ↑  Statistisches Jahrbuch 2008 Stadt Frankfurt abgerufen am 26. Feb. 2020

Koordinaten: 50° 9′ N, 8° 41′ O